# Kitnowo (województwo warmińsko-mazurskie)
Kitnowo (dawniej niem. Kittnau) – wieś w Polsce położona w województwie warmińsko-mazurskim, w powiecie ostródzkim, w gminie Grunwald. W latach 1975–1998 miejscowość administracyjnie należała do województwa olsztyńskiego.
Wieś mazurska, położona niedaleko Grunwaldu, 18 km na południe od Ostródy.

## Historia
W 1335 r. Hartung von Sonnenborn, komtur dzierzoński, nadał Piotrowi z Kitnowa i jego bratu Hartwigowi trzydzieści włók ziemi sasińskiej z prawem połowu ryb w jeziorze Pancerzyn. Wolnizna wynosiła 16 lat. W 1433 r. Jorge z Kitnowa otrzymał 4 woki od Geirscha z Domkowa, którego pięć lat później spłacili jego następcy. W czasie woje polsko-krzyżacki w drugiej połowie XV w. wieś uległa zniszczeniu a właściciel zginął. Jan z Kitnowa był członkiem Towarzystwa Jaszczurczego. W Związku Pruskim, wśród 13 rycerzy z ziemi ostródzkiej, był także Jerzy z Kitnowa (był zmuszany przez komtura ostródzkiego do wystąpienia ze Związku).
W 1537 r. pastor z Gierzwałdu sprawował upiekę nad Kitnowem. W 1577 r. wieś miała w swoim areale 30 włók i funkcjonowały tu dwa majątki ziemskie. We wsi było 10 chłopów, 10 zagrodników i jeden pasterz. Z dokumentów wynika, że w tym czasie wdowa po Michale Pomierskim oddała w zastaw Janowi Falkowskiemu 7,5 włoki, w zamian za spłacenie jej długów.
W 1702 r. Jan Bicki oddał 7,5 włóki swojej ziemi w zastaw na sześć lat kapitanowi Janowi Sabińskiemu. W 1783 r. majątek ziemski i wieś miały 10 domów. W 1861 r. majątek rycerski obejmował 2028 mórg a mieszkało w nim 121 osób. W 1895 r. Kitnowo obejmowało areał 517 ha ziemi i mieszkały w nim 124 osoby.
Według danych z 1907 r. majątek ziemski był w posiadaniu radcy ziemskiego, niejakiego Schultza. Od 1925 r. majątek należał do Leipskiego z Olsztynka. W XIx i XX w. majątek wraz z jednym folwarkiem obejmował około 500 ha ziemi i działała w nim gorzelnia.

## Zabytki
- Dwór. Wybudowany w pierwszej połowie XIX w., później przebudowany
- Pozostałości parku dworskiego
- Zabudowania gospodarskie po dawnym majątku, pochodża z 1095 r., przebudowane